# Ácido α-aminoadípico
El ácido α-aminoadípico (alfa-aminoadípico) es un intermediario en la vía del ácido α-aminoadípico del metabolismo de la lisina y sacaropina. Se sintetiza a partir del homoisocitrato por medio de la aminoadipato aminotransferasa para ser posteriormente reducido por la aminoadipato reductasa, para formar el semialdehído.
Un estudio del año 2013 identificó al ácido α-aminoadípico (ácido 2-aminoadípico) como un predictor novel para el desarrollo de la diabetes, y sugiere que este compuesto es un potencial modulador de la homeostasis de la glucosa en humanos.